# سمندرک صخره‌ای پیرنه
سمندرک صخره‌ای پیرنه (نام علمی: Calotriton asper) نام یک گونه از تیره سمندران است.